# شيفرون (أراض ترسبية)
الشيفرون (Chevron) هي أراض ترسبية أو راسبة اسفينية الشكل تنتشر على الخطوط الساحلية والمناطق القارية الداخلية حول العالم. وقد استُخدم مصطلح (شيفرون) أساسًا كل من ماكسويل وهاينز  وهارتي وآخرون  وذلك للإشارة إلى الأراضي الشاسعة شبه الخطية التي تقع على شكل حرف "V" إلى الأراضي المكافئة التي تقع في جنوب غرب مصر وعلى جزر البهاما الشرقية المواجهة للريح. لذا تتميز أراضي «الشيفرون» المصرية بالكثبان الرملية النشطة المكونة بفعل الرياح، ولكن أراضي «الشيفرون» في جزر البهاما غير نشطة وقد تم تفسير أصول تكوينها بطرق مختلفة. فالتفسير الأكثر شيوعًا لأشكال الأسرة الكبيرة المكونة لأراضي «الشيفرون» هي أنها تعتبر من أشكال الكثبان المتكافئة، حيث تنشأ معظم هذه النماذج بفعل نشاط الرياح.
وهناك وجهة نظر أخرى، حيث تفترض مجموعة بحوث تأثيرات الهولوسين أن هذه التكوينات ربما حدثت من خلال موجات تسونامي الناجمة عن تأثيرات الحجر النيزكي أو مزالق الغواصات التي ترفع الرواسب وتحملها حتى مئات الأميال حتى تضعها على السواحل. وهناك بعض الأدلة التي يُستشهد بها على هذه الفرضية وهي أن الرواسب تحتوي على حفريات بحرية صغيرة، على الرغم من أن هذه الحفريات يمكن نقلها بواسطة الرياح، تمامًا مثل الرمال. ولذا تُعد فكرة التأثير مثيرة للجدل ليس فقط لأن أراضي «الشيفرن» تشبه التضاريس الأرضية التي تكونت بفعل الرياح والموجودة بعيدة عن المحيطات، ولكن أيضًا لأنه من غير المرجح أن يكون هناك آثار كبيرة وانزلاقات أرضية بما يكفي لتفسير أراضي «الشيفرون» الملحوظة. علاوة على ذلك، لا تدعم بعض النماذج الحاسوبية وتحليل نقل الرواسب هذه النظرية. على سبيل المثال، لا تتطابق تكوينات «أراضي» الشيفرون على طول الساحل الجنوبي من مدغشقر مع ما كونته هذه النماذج لموجات تسونامي الضخمة. وهناك أدلة إضافية تدحض فرضية موجات التسونامي الضخمة وهي أن قوة الماء سوف لن تنتج مثل هذه النماذج المنتظمة.
ويمكن الاطلاع على العديد من هذه الأراضي في أستراليا، ولكن هناك أراضي «شيفرون» كثيرة تتركز حول جميع الخطوط الساحلية في العالم. فعلى سبيل المثال، هناك أراضي «شيفرون» في المتنزه الحكومي لتلال هيثر (Hither Hills) في لونغ آيلاند وفي مدغشقر (مثل فينامبوسي شيفرون)، وأيضًا في أجزاء داخلية في الولايات المتحدة مثل إقليم باليوس (Palouse) بشرق ولاية واشنطن والمتنزه الوطني والمحمية الطبيعية للكثبان الرملية العظمى والنصب التذكاري الوطني لوايت ساندز.